# Bembix fraudulenta
Bembix fraudulenta  (лат.) — вид песочных ос рода Bembix из подсемейства Bembicinae (Crabronidae). Обнаружены в южной Африке: Мозамбик, ЮАР. Среднего размера осы: длина тела около 2 см. Тело коренастое, чёрное с развитым жёлтым рисунком. Лабрум вытянут вперёд подобно клюву. Гнездятся на супралиторальных песчаных дюнах на юго-западном побережье Африки. Ассоциированы с растениями 4 семейств: Convolvulaceae (Ipomoea pes-caprae (L.) R. Br. brasiliensis (L.) Ooststr.); Rubiaceae (Phylohydrax carnosa (Hochst.) Puff); Asteraceae (Gazania sp.); и Aizoaceae (Mesembryanthema). В качестве добычи отмечены мухи Mydidae (Nomoneuroides natalensis Hesse, 1969). Таксон был впервые описан в 1929 году южноафриканским энтомологом Дж. Арнольдом (G. Arnold) по материалам из Южной Африки
.